# Fardulf
Fardulf († 806) lebte als Kaplan am Hofe Karls des Großen.
Der älteste Sohn Karls des Großen, Pippin der Bucklige, war von der Thronfolge ausgeschlossen worden. Im Jahre 792 unternahm Pippin zusammen mit einigen fränkischen Adligen einen Umsturzversuch, um wieder an die Macht zu gelangen.
Fardulf verriet diesen Attentatsplan und erhielt das Kloster von Saint-Denis als Belohnung für seine Treue.
Die Attentäter wurden hingerichtet. Pippin der Bucklige wurde in das Kloster Prüm verbannt, wo er 811 starb.